# Rudolf Wahrendorff
Karl Oskar Rudolf Wahrendorff (* 29. August 1864 in Ilten; † 16. Dezember 1932 in Kassel) war ein deutscher Mediziner und Psychiater.

## Leben
Rudolf Wahrendorff war Sohn des Begründers der Heilanstalt in Ilten Ferdinand Wahrendorff. Er studierte Medizin an den Universitäten Würzburg, Freiburg und Göttingen. In Würzburg schloss er sich 1885 dem Corps Nassovia und 1886 in Freiburg dem Corps Suevia an. Er promovierte zum Dr. med. Nach einer Zeit als Assistenzarzt in der psychiatrischen Universitätsklinik in Berlin trat Rudolf Wahrendorff ab 1898 die tätige Nachfolge als Leiter der familieneigenen Heilanstalt Ilten auf dem Gut Köthenwald an, die unter seiner Leitung wesentlich vergrößert wurde. Er wurde 1912 zum Sanitätsrat ernannt. Die Einrichtung entwickelte sich unter seiner Leitung zum Klinikum Wahrendorff.

## Ehrungen
- Corpsschleife des Corps Hannovera Göttingen (1907),[3] Bandverleihung 1927
- Die Rudolf-Wahrendorff-Straße in Ilten und ein Gebäudekomplex des Klinikums Wahrendorff wurden nach ihm benannt. Auch seine Ehefrau Louise ist Namensgeber eines der Gebäude des Klinikums Wahrendorff.
- Ein 1928 bei der Seebeckwerft zunächst für finnische Rechnung erbauter Trawler wurde mit dem Fischereikennzeichen PG 383[4] von der Fischfangreederei Grundmann & Gröschel,[5] nach ihm benannt; er wurde 1939 von der Kriegsmarine als Vorpostenboot (V-209) übernommen und 1944 im Zweiten Weltkrieg vor Saint Peter Port im Luftkampf versenkt.[6]

## Schriften
- Zwei Fälle von Paramyoclonus multiplex ..., 1892